# SE Gyógyszerésztudományi Kar
1769. november 7. Mária Terézia megalapítja a Nagyszombati Egyetem, Orvoskarát. Majd 1770-től, öt tanszéken folyik az oktatás: élettan, gyógyszertan, bonctan, sebészet, botanika és kémia, valamint általános kórtan. 
1955-ben, az Semmelweis Egyetem három karra való bomlásakor, alakult ki a Gyógyszerésztudományi Kar.

## A gyógyszerészképzés kialakulása és fejlődése
A gyógyszerészi képesítés megszerzése hazánkban a XVII. századig céh-jellegű volt. A szakmában kellő jártasságra szert tett gyógyszerész-jelölt tapasztalt gyógyszerészek és a városi (megyei) tisztiorvos (hysicus jelenlétében vizsgázott a magister képesítés elnyeréséért. Amikor azonban a Nagyszombatban 1635-ben alapított egyetem 1769-ben az orvosi fakultással bővült, utóbbinak hatáskörébe került a gyógyszerészi képesítés. A jelöltnek ehhez a dékán, a természetrajz (kémia-botanika) professzora és tekintélyes gyakorló gyógyszerészek alkotta bizottság előtt kellett tudását igazolnia (latin nyelv, kémia, botanika, gyógyszerészi ismeretek, elsősorban gyógyszerkészítés). A Kar ezt a vizsgáztatást 1771-től kezdve már egy előzetes tanfolyam elvégzéséhez kötötte. Ez előbb három hónapos volt, de csakhamar egyévesre bővült. E tanfolyamok rendszeresítése jelenti tulajdonképpen egyetemi oktatásunk kezdetét. 1806-tól kezdve a természetrajz (kémia és botanika), valamint a gyógyszerészi ismeretek a hallgatandó tárgyak. E tanfolyamra eleinte csak a latin nyelv ismerete és kellő gyógyszertári gyakorlat sikeres teljesítése volt az előfeltétel, 1839-től azonban már megkívánták az algimnázium (a régi gimnázium IV. osztálya) elvégzését.